# 天鵝座W
天鵝座W，又名BD+44 3877，HD 205730、SAO 51079、HR 8262，是天鵝座的一颗恒星，视星等为5.53，位于銀經90.86，銀緯-4.98，其B1900.0坐标为赤經21h 32m 14.3s，赤緯+44° -4.98′ 36″。